# 帰って来たドラキュラ
『帰って来たドラキュラ』（かえってきたドラキュラ、原題：Dracula Has Risen from the Grave）は、1968年に公開されたイギリスのハマー・フィルム・プロダクション製作によるホラー映画。クリストファー・リー主演によるドラキュラシリーズの第4作である。監督はフレディ・フランシス。

## キャスト
※括弧内は日本語吹替（初回放送1976年8月29日『日曜洋画劇場』）
- ドラキュラ伯爵：クリストファー・リー（千葉耕市）
- マリア：ヴェロニカ・カールソン（平井道子）
- ポール：バリー・アンドリュース
- ミューラー氏：ルパート・デイヴィス
- ゼナ：バーバラ・ユーイング